# بروینیگوایلر
بروینیگوایلر (به آلمانی: Breunigweiler) یک شهر در آلمان است که در دنرسبرگکرایس واقع شده‌است. بروینیگوایلر ۴۴۳ نفر جمعیت دارد.